# Чемпионат Азии и Океании по хоккею с шайбой среди юниорских команд
Чемпионат Азии и Океании по хоккею с шайбой среди юниорских команд — ежегодное соревнование, которое проходило под эгидой ИИХФ с 1984 по 2002 год. 

## История турнира
Первый чемпионат Азии и Океании прошёл в Японии в 1984 году. В турнире, в котором участвовали сборные Японии, Китая, Ю. Кореи и Австралии, победили юниоры страны восходящего Солнца. В 1987 году в турнире стало участвовать пять команд. Дебютантом была сборная КНДР, которая и стала чемпионом. В 1991 году в соревнивании впервые принимала участие команда не относящаяся к региону Азия - Океания. Это была сборная Мексики. C 1993 года к турниру присоединились хоккеисты из Казахстана, которые играли до 1997 года, победив в трёх турнирах и в двух заняв второе место. На следующий, 1998 год, они приняли участие в Группе D чемпионата Европы среди юниоров.  
В 1999 году турнир расширился до двух отдельных дивизионов. Победитель первого дивизиона, сборная Японии, на следующий год стала участвовать в первом дивизионе чемпионата мира среди
юниоров. Победитель турнира 2000 года, команда КНДР, присоединилась к ней в чемпионате мира 2001 года. Чемпионат Азии и Океании 2001 года выиграла сборная Республики Корея, которая в следующем 2002 году приняла участие в третьем дивизионе чемпионата мира среди юниоров.
Последнее первенство было разыграно в 2002 году. Последним победителем стала юниорская сборная Китая, которая вместе с занявшими второе и третье места сборными Австралии и Новой Зеландии, вошла в состав группы А третьего дивизиона чемпионата мира 2003 года.

## Призёры чемпионатов Азии и Океании по хоккею с шайбой среди юниоров
| Год  | Чемпионы         | Второе место     | Третье место     | Место и страна проведения | Место и страна проведения |
| ---- | ---------------- | ---------------- | ---------------- | ------------------------- | ------------------------- |
| 1984 | Япония           | Китай            | Республика Корея | Томакомай, Кусиро         | Япония                    |
| 1985 | Япония           | Республика Корея | Австралия        | Сеул                      | Республика Корея          |
| 1986 | Япония           | Китай            | Республика Корея | Аделаида                  | Австралия                 |
| 1987 | КНДР             | Китай            | Япония           | Гирин                     | Китай                     |
| 1988 | Китай            | Япония           | Республика Корея | Бендиго                   | Австралия                 |
| 1989 | Япония           | Республика Корея | Китай            | Хатинохе                  | Япония                    |
| 1990 | Япония           | Китай            | Республика Корея | Сеул                      | Республика Корея          |
| 1991 | Япония           | Китай            | КНДР             | Гирин                     | Китай                     |
| 1992 | Япония           | КНДР             | Китай            | Харутори                  | Япония                    |
| 1993 | Казахстан        | Япония           | Республика Корея | Сеул                      | Республика Корея          |
| 1994 | Казахстан        | Республика Корея | Япония           | Пекин                     | Китай                     |
| 1995 | Япония           | Казахстан        | Китай            | Обихиро                   | Япония                    |
| 1996 | Казахстан        | Республика Корея | Япония           | Усть-Каменогорск          | Казахстан                 |
| 1997 | Япония           | Казахстан        | Республика Корея | Сеул                      | Республика Корея          |
| 1998 | Республика Корея | Япония           | Китай            | Харбин                    | Китай                     |
| 1999 | Япония           | Республика Корея | Китай            | Никко                     | Япония                    |
| 2000 | КНДР             | Республика Корея | Китай            | Чанчунь                   | Китай                     |
| 2001 | Республика Корея | Китай            | Австралия        | Сеул                      | Республика Корея          |
| 2002 | Китай            | Австралия        | Новая Зеландия   | Окленд                    | Новая Зеландия            |